# Bayenghem-lès-Seninghem
Bayenghem-lès-Seninghem é uma comuna francesa na região administrativa de Altos da França, no departamento de Pas-de-Calais. Estende-se por uma área de 3,33 km². Em 2010 a comuna tinha 332 habitantes (densidade: 99,7 hab./km²).